# Svenska tobaksindustriarbetareförbundet
Svenska tobaksindustriarbetareförbundet var ett svenskt fackförbund inom Landsorganisationen (LO) som ursprungligen bildades 1889 under namnet Skandinaviska tobaksarbetareförbundet i Sverige, namnändrat 1899 till Internationella tobaksarbetareförbundet i Sverige och slutligen 1918 till Svenska tobaksindustriarbetareförbundet. Det uppgick 1964 i Svenska livsmedelsarbetareförbundet. 

## Historia
- 1883 bildades Sveriges första fackförening bland tobaksarbetare i Malmö. Den hette Skandinaviska tobaksarbetareförbundet i Malmö och fick efterföljare i Stockholm och Göteborg också de "Skandinaviska".
- 1889 bildades så det landsomfattande Skandinaviska tobaksarbetareförbundet i Sverige av tolv fackföreningar. Ordförande blev Anders Sörensson.
- 1890 inrättades en reshjälpsfond.
- 1899 var förbundet ett av dem som bildade LO och man  bytte namn till Internationella tobaksarbetareförbundet i Sverige
- 1900 skapades en arbetslöshets- och reshjälpskassa och samma år startades Kooperativa cigarr- och tobaksproduktionsföreningen Fram av tobaksarbetare i Gävle. Den tillverkade bl.a. cigarrer med varumärkena Karl Marx och Solidaritet. Fabriken upphörde 1915.
- 1902 inrättades en central sjukkassa.
- 1904 slöt förbundet sitt första riksavtal.
- 1909 deltog man i storstrejken.
- 1912 monopoliserades tobaksindustrin i Sverige genom bildandet av trusten AB Förenade svenska tobaksfabriker. Den avlöstes 1915 av det förstatligade Svenska tobaksmonopolet.
- 1918 bytte förbundet namn till Svenska tobaksindustriarbetareförbundet
- 1923 hade förbundet 3039 medlemmar. [1]
- 1948 ombildades a-kassan till en erkänd arbetslöshetskassa.
- 1950 hade förbundet 12 avdelningar med 1807 medlemmar.
- 1964 upphörde förbundet och uppgick  i Svenska livsmedelsarbetareförbundet.